# Moxifloxacino
El moxifloxacino es una droga antibiótica que pertenece a la familia de las quinolonas de cuarta
generación, es ampliamente utilizada para tratar varios tipos de infecciones bacterianas entre ellas las del tracto urinario y las vías respiratorias inferiores
Este antibiótico con reconocida eficacia y poca resistencia antimicrobiana, que actúa contra bacterias Gram negativas como la mayoría de los antibióticos pertenecientes a esta familia y también contra bacterias Gram positivas, esto se produce por su mecanismo de acción que actúa sobre diversas topoisomerasas, convirtiéndola en un antibiótico de amplio espectro.

## Mecanismo de acción
Las quinolonas como por ejemplo moxifloxacina y levofloxacina estos agentes tienen doble mecanismo de acción que implica la inhibición de la topoisomerasa IV bacteriana y la girasa de ADN
Por consiguiente, es menos probable que produzcan organismos resistentes debido a que se requieren dos mutaciones simultáneas para establecer resistencia.
Las topoisomerasas son enzimas que controlan el enrollamiento y desenrollamiento del ADN bacteriano. El enrollamiento le permite a la molécula de ADN empaquetarse dentro de la célula bacteriana. Esta estructura fuertemente empaquetada debe ser desenrollada para permitir la replicación, transcripción y reparación del ADN. El cese de la actividad de estas enzimas impide a la célula bacteriana producir las proteínas necesarias para su reparación, crecimiento y reproducción. Una inhibición prolongada conducirá a la muerte celular. Este Antibiótico se une a la topoisomerasa II y a la topoisomerasa IV, bloqueándolas. La topoisomerasa II constituye la diana de elección en microorganismos gramnegativos mientras que en los microorganismos Gram positivos, el moxifloxacina inhibe las dos topoisomerasas; también actúa sobre bacterias anaerobias

## Farmacocinética
Tras su administración oral, el moxifloxacino se absorbe rápidamente en el tracto gastrointestinal sin sufrir metabolismo de primer paso significativo. La biodisponibilidad absoluta de una dosis de moxifloxacino es casi completa Su absorción no se ve afectada por los alimentos, incluidos los productos lácteos. La farmacocinética de moxifloxacino es lineal. Moxifloxacino presenta una baja unión a proteínas plasmáticas, esto es importante ya que solamente el fármaco libre es activo frente a la bacteria y puede penetrar en los tejidos diana. La proteína plasmática a la cual se une principalmente moxifloxacino es la albúmina.
Existen datos sobre la eliminación de la moxifloxacina del plasma los cuales demuestran que se mantienen altas concentraciones del fármaco en plasma y saliva durante las 24 horas siguientes a la ingestión de la dosis.
El fármaco no se metaboliza por el sistema del citocromo P450, lo que reduce su riesgo de interacciones farmacológicas.

## Indicaciones
- Exacerbación aguda de la bronquitis crónica.
- Neumonía adquirida en la comunidad
- Sinusitis bacteriana aguda.

## Espectro de actividad
- Bacterias gram positivas:Staphylococcus, Streptococcus, Streptococcus pneumoniae resistentes a penicilina o macrólidos, Staphylococcus aureus sensible a meticilina,
- Bacterias gram negativas: Acinetobacter spp, Klebsiella pneumoniae, Enterobacterias. Es menos efectivo frente a Haemophilus influenzae, Moraxella catarrhalis y Pseudomonas
- Anaerobios: Chlamydia, Mycoplasma, Coxiella, Legionella.[cita requerida]

### Efectos Adversos
Los más frecuentes son: Náuseas, diarrea, cefalea, mareos y síntomas psiquiátricos.
Entre los poco frecuentes se encuentran: Hiperlipidemia, hiperglucemia, aumento de protrombina,[cita requerida] alucinaciones, ictericia, tendinitis, vasodilatación, hipotensión
y piel seca.

### Contraindicaciones
Esta contraindicado en insuficiencia hepática grave, hipersensibilidad conocida a moxifloxacino u otras quinolonas, niños, embarazadas , lactantes, bradicardia e insuficiencia cardiaca.[cita requerida]